# سيمون بيشر
سيمون بيشر (بالإنجليزية: Simon Becher)‏ هو لاعب كرة قدم أمريكي في مركز الهجوم، ولد في 20 يوليو 1999.

## وصلات خارجية
- سيمون بيشر على موقع الدوري الأمريكي (الإنجليزية)
- سيمون بيشر على موقع قاعدة بيانات كرة القدم.إي يو (الإنجليزية)
- سيمون بيشر على موقع Soccerway.com (الإنجليزية)
- سيمون بيشر على موقع عالم كرة القدم.نت (الإنجليزية)